# Amt Milspe-Voerde

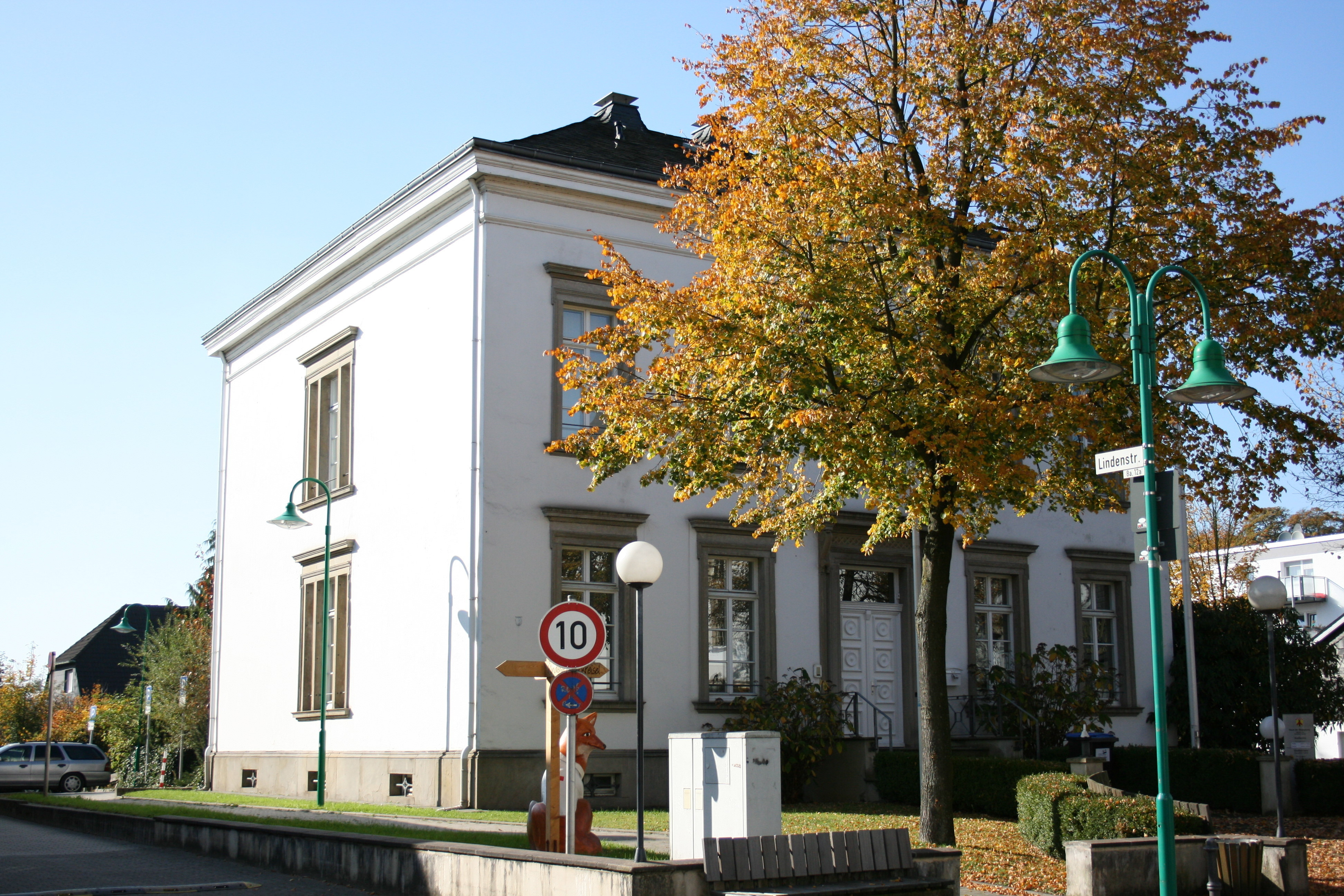
Altes Amtshaus

Das Amt Milspe-Voerde war ein Amt im Ennepe-Ruhr-Kreis in der preußischen Provinz Westfalen und in Nordrhein-Westfalen.

## Geschichte
Am 1. Juni 1937 wurde im Ennepe-Ruhr-Kreis aus den beiden amtsfreien Gemeinden Milspe und Voerde das neue Amt Milspe-Voerde gebildet.
Das Amtshaus befand sich in der Bismarckstraße 21 in Altenvoerde.
Am 1. April 1949 wurde das Amt wieder aufgelöst. Die Gemeinden Milspe und Voerde wurden zur neuen amtsfreien Stadt Ennepetal zusammengeschlossen.

## Amtsbürgermeister
- 1937–1945: Rudolf am Wege
- 1945–1946: Albert Wallbrecher
- 1946–1948: Otto Hühn
- 1948–1949: Fritz Textor

## Einwohnerentwicklung
| Jahr | Einwohner | Quelle |
| ---- | --------- | ------ |
| 1939 | 20.243    | [ 3 ]  |
| 1946 | 22.386    | [ 4 ]  |